# Bartolo Colón
Bartolo Colón (* 24. Mai 1973 in Altamira, Puerto Plata) mit Spitznamen Big Sexy, ist ein dominikanischer Baseballspieler, der als Pitcher in der Mexikanischen Baseballliga bei den Acereros de Monclova spielt. Zuvor war er über 20 Jahre in der Major League Baseball bei elf verschiedenen Franchises aktiv.
Colón war der letzte in der MLB verbliebene Spieler, der noch für die Montreal Expos aktiv war, welche 2005 nach Washington zogen. Den ersten Home Run seiner Karriere schlug er am 7. Mai 2016. Zu diesem Zeitpunkt war Colón 42 Jahre und 349 Tage alt und ist damit der älteste Spieler der MLB-Geschichte zum Zeitpunkt seines ersten Home Runs.
Colón ist viermaliger All-Star und Gewinner des Cy Young Awards der American League 2005.

## Frühe Jahre
Bartolo Colón wuchs in ärmlichen Verhältnissen in einem Dorf mit rund 3.000 Einwohnern in der Provinz Puerto Plata auf. Das elterliche Haus besaß weder Elektrizität, noch fließendes Wasser oder Anbindung an eine Kanalisation. Häufig unterstützte Colón seinen Vater Miguel bei der Arbeit auf der Kaffeeplantage oder in den Obstgärten, wo er teilweise zwölf Stunden am Stück mithalf. Miguel Colón war es auch, der seinem Sohn den Baseballsport nahebrachte. Aufgrund seiner im Vergleich zu Gleichaltrigen kräftigen Statur war Colón in der Lage, schneller und härter zu werfen, als die anderen. Während seiner Zeit in einer dominikanischen Nachwuchsliga entdeckten ihn im Jahre 1989 Talentscouts der Cleveland Indians und beobachteten seine Entwicklung von dort an regelmäßig.

## Karriere

### Minor Leagues
Die Cleveland Indians verpflichteten Colón 1993 aus dem Free Agent Status heraus, bei dessen Rookie-Level-Minor League Team, den Burlington Indians, er 1994 erstmals zum Einsatz kam. Bei 12 Starts gelangen ihm sieben Wins bei 4 Losses. 1995 wurde er auf A+-Level zu den Kinston Indians hochgestuft, bei denen er bei 21 Starts mit einem ERA von 1,96 und einer Siegquote von 81,3 % beeindruckte.
Nach zwölf Starts auf AA-Level bei den Canton-Akron Indians 1996 wurde Colón gegen Ende der Saison erstmals auf Triple-A-Niveau eingesetzt. Sechs Mal war er bei den Buffalo Bisons im Einsatz, allerdings nicht als Starter, sondern als Relief Pitcher. 1997 agierte er dann als Starting Pitcher für die Bisons und erreichte in zehn Einsätzen einen Pitchers-Record von 7:1 und einen ERA von 2,38.

### Major Leagues

#### Cleveland Indians (1997–2002)
Am 4. April 1997 wurde Bartolo Colón von den Indians erstmals in den Major League Kader berufen. Er debütierte beim Auswärtsspiel gegen die Anaheim Angels, bei dem er als Starter fünf Innings pitchte. Dabei ließ er vier gegnerische Runs zu, davon zwei durch einen Two-Run-Homerun von Gary Disarcina. Bis zum Ende der Saison 1997 kam Colón 19 Mal zum Einsatz, davon 17 Mal als Starter und zwei Mal als Reliever. Zudem pitchte er sein erstes komplettes Spiel.
Nach einem ERA von 5,65 im Vorjahr steigerte sich Colón in der Spielzeit 1998 auf 3,71 und hatte mit 60,9 % erstmals eine positive Win-Loss-Bilanz. Er wurde zum ersten von bislang drei All-Star Games eingeladen und verbuchte zudem die ersten zwei Shutouts seiner MLB-Karriere. Die Indians gewannen die Central Division der American League mit neun Spielen Vorsprung auf die White Sox und Colón kam in seiner zweiten MLB-Saison zu seinen ersten Play-off-Einsätzen. Gegner in der American League Division Series (ALDS) waren die Red Sox, die die Wildcard der AL gewonnen hatten. Colón startete in Spiel 4, pitchte 5,2 Innings und kassierte einen Run. Die Indians gewannen das Spiel, für Colón aber war es eine No-Decision. Cleveland qualifizierte sich für die American League Championship Series (ALCS), bei der Colón in Spiel 3 gegen die Yankees das komplette Spiel durchpitchte. Ihm gelangen drei Strikeouts und er kassierte nur einen Run beim 6:1-Erfolg der Indians, was seinen ersten Win in einem Post Season Spiel bedeutete. Die Yankees gewannen jedoch die ALCS mit 4:2 Spielen und die Saison der Indians war beendet.
1999 verbesserte er seine Siegquote weiter, 18 Wins standen fünf Losses gegenüber und sein ERA blieb konstant. Erstmals landete er zudem in den Top 10 bei der Wahl zum Cy Young Award der American League, bei der er den vierten Rang hinter Pedro Martínez, Mike Mussina und Mariano Rivera belegte. Die Indians dominierten die Regular Season und zogen deutlich in die ALDS 1999 ein. Gegner, wie im Vorjahr, waren die Wildcardgewinner Boston Red Sox, die die Indians überraschend mit 3:2 Siegen aus den Play-offs warfen. Colón startete in zwei der fünf Spiele. Nach einer No Decision in Spiel 1, musste er in Spiel 4 der Serie seinen ersten Loss in einem Post Season Spiel hinnehmen. Er begann das Match als Starter und wurde nach nur einem desaströsen Inning wieder ausgewechselt, nachdem er zwei Home Runs zuließ und sieben Runs kassierte. Allerdings war das gesamte Team an diesem Tag außergewöhnlich schlecht. Die Indians verloren das Spiel mit sage und schreibe 7:23 Runs.

Bartolo Colón in der MLB
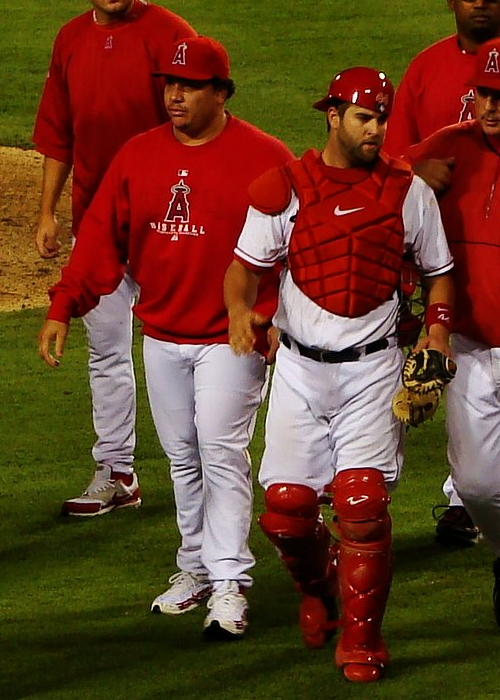
Colón (links) 2007 mit Mike Napoli bei den Angels
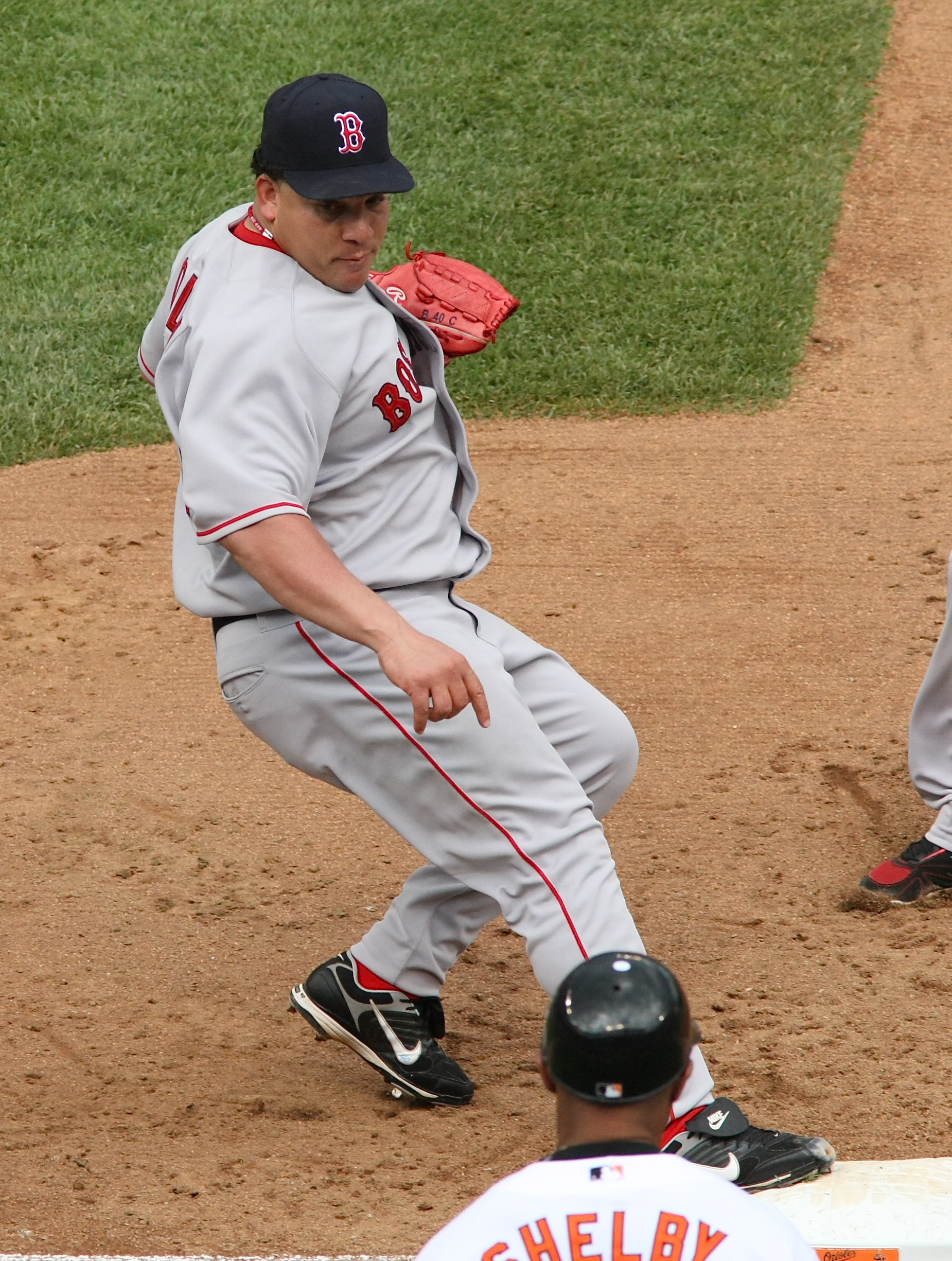
2008 bei den Red Sox
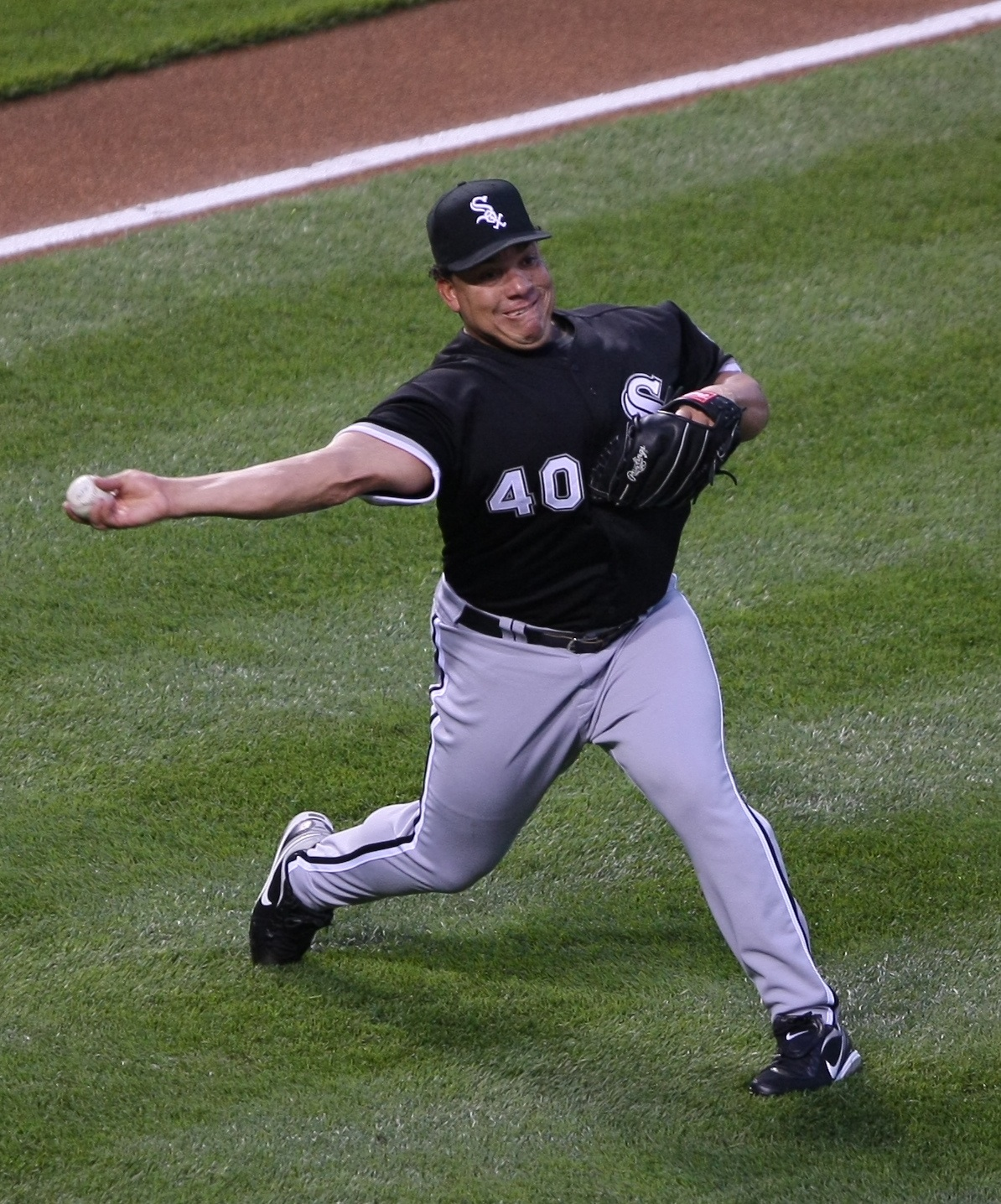
2009 im Trikot der White Sox
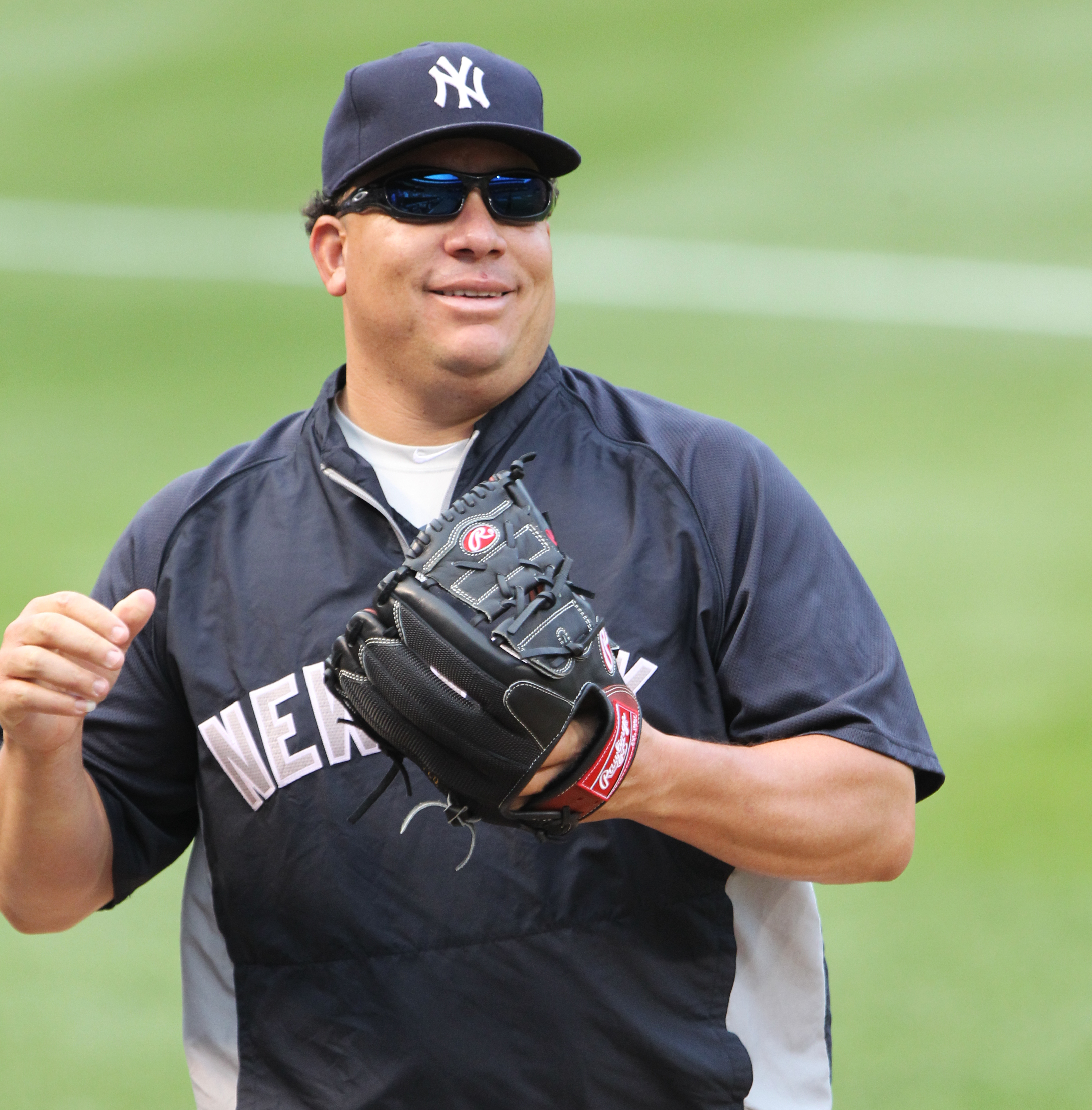
Bei den Yankees 2011
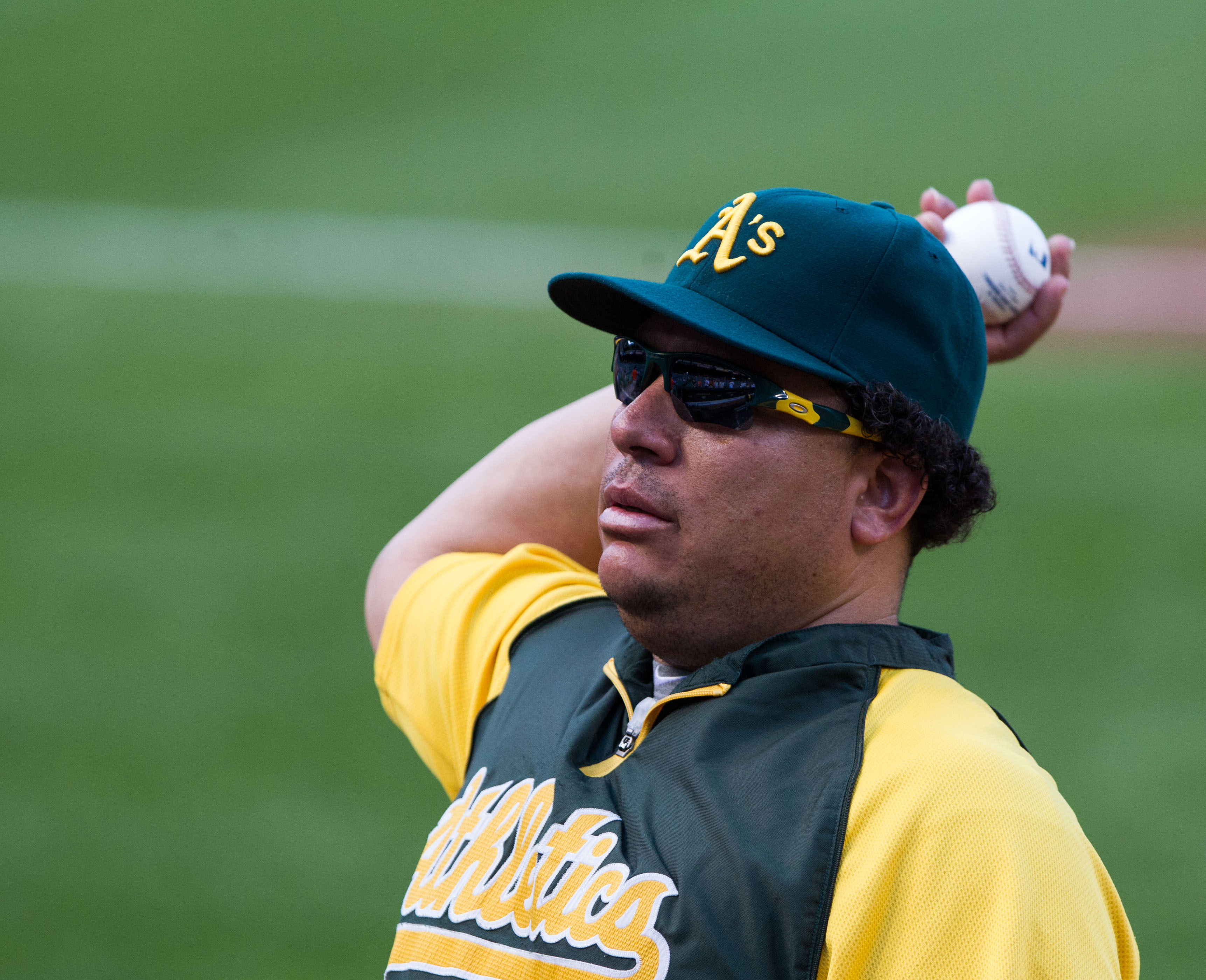
2012 bei den A’s
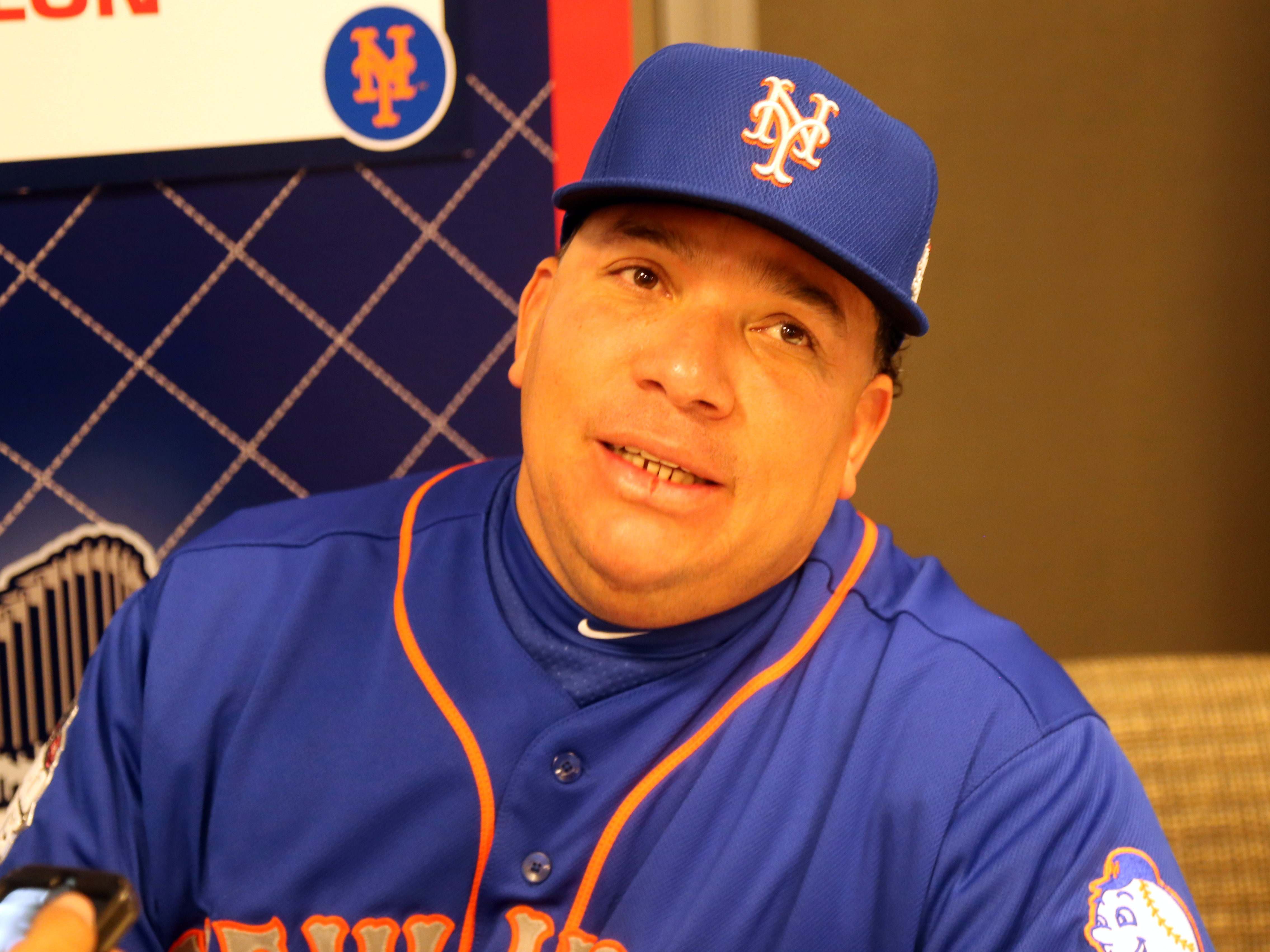
Beim Media Day im Rahmen der World Series 2015 mit den Mets

In der MLB-Saison 2000 konnte Colón zwar seinen ERA leicht verbessern, kam aber trotzdem nicht an seine Siegquote des Vorjahres heran. Dies lag auch an einer allgemein schwächeren Saison der Indians, die als zweiter der Division hinter den White Sox den Einzug in die Play-offs verpassten.
2001 kamen die Indians wieder stärker durch die Regular Season und kehrten nach einem Jahr Pause wieder in die Play-offs zurück. Colón steuerte mit 14 Wins bei 12 Losses eine fast ausgeglichene Bilanz zum Erfolg der Indians bei und stellte mit 222,1 einen persönlichen Rekord in gepitchten Innings auf. In der ALDS waren die Seattle Mariners der Gegner der Indians. Colón dominierte Spiel 1 als Starting Pitcher mit acht Innings ohne gegnerischen Run, in denen er zehn Strikeouts warf und letztendlich den Win zugesprochen bekam. In Spiel 4 der Serie folgte der zweite Loss seiner Post Season Karriere. Die Mariners gewannen die Serie mit 3:2 und erneut verpasste Colón mit den Indians den Einzug in die ALCS.
In der ersten Hälfte der Saison 2002 spielte Colón wieder stärker auf als in den Vorjahren. Mit einem Record von 10–4 (71,4 %) und einem deutlich verbesserten ERA von 2,55 in den Statistiken wurde Colón am 27. Juni 2002 zusammen mit Tim Drew an die Montreal Expos abgegeben. Die Indians bekamen im Gegenzug gleich vier Spieler der Expos (Cliff Lee, Brandon Phillips, Grady Sizemore und Lee Stevens)
Colón verließ die Indians nach insgesamt 162 Spielen, davon 160 als Starter, und einem Win–Loss von 75–45 (62,5 %) und einem ERA von 3,92.

#### Montreal Expos (2002)
Mit dem Wechsel zu den Expos in die National League (NL) war der notorisch schlechte Schlagmann Colón damit konfrontiert, dass es in der NL keine Designated Hitter Regel gibt, und er so regelmäßig selber als Batter antreten musste. Zuvor hatte er bei den Indians nur in Interleague Games schlagen müssen und hatte in 162 Spielen nur 29 Plate Appearances (PA). In der zweiten Saisonhälfte 2002, die er bei den Expos verbrachte, hatte er schließlich 43 PAs, bei denen er immerhin fünf Hits und drei RBI schaffte und sogar einen eigenen Run erzielte. Sein Pitching war konstant zur ersten Saisonhälfte bei den Indians. Auch für die Expos kam er zu einem Record von 10–4 (71,4 %). Nach einem halben Jahr und 17 Starts gaben die Expos Colón im Januar 2003 an die Chicago White Sox ab.

#### Chicago White Sox (2003)
Colón kam für die White Sox gleich im ersten Spiel der Saison 2003 gegen die Kansas City Royals zum Einsatz und hatte im Laufe des Jahres mehr Spielanteile als je zuvor. Am Ende standen 35 Spiele mit insgesamt 242 gepitchten Innings. Zudem konnte er erstmals eine ligaweite Statistik für sich entscheiden, da er mit neun Shutouts die meisten aller Spieler der American League schaffte. Die Rückkehr in die AL bedeutete auch die Rückkehr zur Designated Hitter Regel, dass er nur sieben Plate Appearances in der gesamten Saison hatte. Diese allerdings ohne ein einziges Mal auf Base zu kommen.
Nach Auslaufen seines Vertrages bei den White Sox am 27. Oktober 2003 befand sich Colón im Free Agent Status.

#### Anaheim Angels / Los Angeles Angels of Anaheim (2004–2007)
Am 10. Dezember 2003 sicherten sich die Anaheim Angels die Dienste von Colón, der erstmals ein Jahresgehalt von mehr als zehn Millionen USD bekam. In der Saison 2004 kam er zu 34 Starts. Am 2. Januar 2005 benannte sich das Team in Los Angeles Angels of Anaheim um.
Die Saison 2005 beendete Colón als Pitcher mit den meisten Wins (21) in der American League, was ihm zudem mit 72,4 % die beste Siegquote seiner Karriere bescherte. Nachdem er Mitte der Saison zum zweiten Mal zum All-Star Game eingeladen wurde, folgte zu Saisonende die Auszeichnung mit dem Cy Young Award als bester Pitcher der AL. Auch in der Wahl zum Most Valuable Player der AL bekam Colón erstmals drei Stimmen und landete an Platz 23.
In Folge einer Verletzung an der rechten Schulter, die sich Colón in einem Play-off-Spiel gegen die Yankees Ende der Saison 2005 zugezogen hatte, verbrachte er die meiste Zeit der Saison 2006 auf der Disabled List. Aufgrund von Schmerzen und wiederkehrenden Entzündungen in der Schulter kam er nur zu zehn Spielen, von denen er nur ein einziges gewinnen konnte. Die Folge war seine bis heute schlechteste Siegquote in einer Saison von 16,7 %.
2007 kam Bartolo Colón wieder zu mehr Spielzeit bei den Angels, schloss die Saison aber nach 18 Starts mit seinem bis dato schlechtesten ERA von 6,34 ab. Am 29. Oktober 2007 wurde Colón nach Vertragsende wieder in den Free Agent Status überführt.

#### Boston Red Sox (2008)
Die Boston Red Sox sicherten sich Colóns Dienste am 24. Februar 2008. Bis Ende Mai kam er dort beim Triple-A Team Pawtucket Red Sox zum Einsatz, bevor er am 21. Mai 2008 in den MLB-Kader der Red Sox berufen wurde. Dort startete er sieben Mal, bis er im September 2008 von den Red Sox unbefristet ohne Bezahlung suspendiert wurde, nachdem er aus persönlichen Gründen in die Dominikanische Republik reiste und nicht zum vereinbarten Zeitpunkt zurückkehrte. Am 31. Oktober wurde Colón von den Red Sox in den Free Agent Status entlassen.

#### Chicago White Sox (2009)
Im Januar 2009 unterschrieb Colón zum zweiten Mal in seiner Karriere einen Vertrag bei den White Sox, bei denen er von Beginn der Saison an in der Starting Rotation war. In 12 Starts zu Saisonbeginn erreichte er bei sechs Losses drei Wins, bevor er erneut durch eine Verletzung außer Gefecht gesetzt wurde und den Rest der Saison nicht mehr einsatzfähig war. Am 16. September 2009 schließlich entließen die White Sox Colón.

#### New York Yankees (2011)
Die Saison 2011 verbrachte Colón bei den New York Yankees, dem sechsten Franchise seiner MLB-Karriere. Erstmals seit 2005 kam er hier wieder zu mehr als 100 gepitchten Innings. Nach 26 Starts und drei Einsätzen als Relief Pitcher stand ein ERA von 4,00 bei einer Siegquote von 44,4 %, bevor am 30. Oktober 2011 der erneute Wechsel in den Free Agent Status folgte.

#### Oakland Athletics (2012–2013)
Am 24. Januar 2012 unterschrieb Colón einen Vertrag bei den Oakland Athletics, bei denen er in der Saison 2012 erstmals seit 2005 wieder eine zweistellige Anzahl von Wins in einer Saison erreichen konnte. Bei 24 Starts kam er auf einen Pitchers Record von 10-9. Nach Saisonende wurde er erneut in den Free Agent Status entlassen, unterschrieb aber nach nur vier Tagen einen neuen Vertrag bei den A’s. Im Alter von mittlerweile 40 Jahren folgte mit der Spielzeit 2013 eine der stärksten in Colóns Karriere. Mit 18 Wins erreichte er seinen zweitbesten Karrierewert und war nur in der Cy Young Award-Saison 2005 besser. Er konnte zum zweiten Mal in seiner Karriere nach 2002 die ganze Saison ohne Hit by Pitch beenden und war mit drei Shutouts der beste Spieler in dieser Statistik in der American League. Zum dritten Mal nach 1998 und 2005 wurde er zum All-Star Game eingeladen und wurde sechster bei der Wahl zum Cy Young Award. Des Weiteren erreichte er mit einem ERA von 2,65 den besten Wert seit 2002. Die A’s erreichten zudem 2013 die Post Season und Colón startete in Spiel 1 der ALDS 2013 gegen die Detroit Tigers. Gleich im ersten Inning ließ er jedoch drei Runs zu und die Tigers gewannen das Spiel mit 3:2 und letztendlich auch die Serie mit 3:2 Spielen. Am 31. Oktober wurde Colón zum sechsten Mal in seiner Karriere in den Free Agent Status entlassen.

#### New York Mets (2014–2016)
Die New York Mets sicherten sich die Dienste von Bartolo Colón am 14. Dezember 2013. Für Colón war es nach dem kurzen Abstecher nach Montreal 2002 erst der zweite Vertrag bei einem Team der National League, was ihn nun erneut in die Situation brachte, regelmäßig selber als Schlagmann fungieren zu müssen. In der Saison 2014 spielte er 31 Partien, so viele wie seit 2005 nicht mehr und konnte 15 davon gewinnen und verlor 13. Als Hitter musste er mit einem Schlagdurchschnitt von 3,2 % leben, schaffte aber immerhin zwei Hits und ein Double.
Die Regular Season der Spielzeit 2015 kam Colón bei 31 Starts auf 14 Wins bei 13 Losses und war Starter am Eröffnungstag gegen die Nationals. Die Mets gewannen ihre Division und Colón erreichte zum siebten Mal mit einem seiner Teams die Post Season. In der National League Division Series 2015 gegen die Los Angeles Dodgers kam er gleich drei Mal als Relief Pitcher zum Einsatz, allerdings gingen zwei der drei Spiele verloren. Die Mets qualifizierten sich dennoch nach 3:2 Siegen jedoch für die National League Championship Series 2015 gegen die Chicago Cubs, bei der Colón in Spiel 4 erneut als Relief Pitcher eingesetzt wurde und beim 8:3-Erfolg der Mets der Winning Pitcher war. Die Mets sweepten die Cubs und erreichten die World Series 2015 gegen die Kansas City Royals, bei der Colón erneut drei Mal als Reliever eingesetzt wurde, zwei Mal davon während Extra Innings. Im letztendlich entscheidenden Spiel 5 der Serie, das die Mets mit 2:7 verloren, stand Colón zum Spielende auf dem Mound.
Bartolo Colón begann die Saison 2016 als ältester aktiver Spieler der MLB. Ihm gelang am 7. Mai 2016 der erste Home Run seiner Karriere. Zu diesem Zeitpunkt war Colón 42 Jahre und 349 Tage alt. Damit ist er der älteste Spieler der MLB zum Zeitpunkt seines ersten Home Runs. Am 8. Juli 2016 wurde er als Ersatz für den verletzten Madison Bumgarner in den Kader der National League für das MLB All-Star Game 2016 berufen. Es war seine vierte Teilnahme am Midsummer Classic.

#### Atlanta Braves (2017)
Colón unterschrieb am 17. November 2016 einen Einjahresvertrag über 12,5 Millionen US-Dollar bei den Atlanta Braves. Nach mehreren unterdurchschnittlichen Leistungen (W–L Verhältnis von 2–8) wurde er vom Team am 4. Juli 2017 freigestellt.

#### Minnesota Twins (2017)
Am 7. Juli 2017 nahmen die Minnesota Twins Colón unter Vertrag. Nach einer kurzen Phase bei einem Farmteam der Twins debütierte er für sie in der MLB am 18. Juli 2017 gegen die New York Yankees.

#### Texas Rangers (2018)
Am 26. März 2018 unterschrieb Colón bei den Texas Rangers einen Einjahresvertrag über 1,75 Millionen US-Dollar. Manager Jeff Banister erklärte am Anfang der Saison, er wolle Colón entweder als Relief Pitcher für mehrere Innings oder gelegentlich als Spot Starter einsetzen.  Tatsächlich begann er sein erstes Spiel für die Rangers als Starter, kam dann zweimal aus der Bullpen, um die nächsten sechs Spiele wieder zu starten.

### Mexikanische Baseballliga

#### Acereros de Monclova (2020)
Am 14. Februar 2020 unterschrieb Colón einen Vertrag bei den Acereros de Monclova, einem in Monclova ansässigen Team in der Liga Mexicana de Béisbol.